# Alicia de Miguel García
Alicia de Miguel García (València, 1956) és una metgessa i política valenciana. Llicenciada en medicina i cirurgia per la universitat de València, ha treballat com a especialista en hematologia a l'Hospital General de València i directora del centre de transfusions de la Comunitat Valenciana (1996-1999), així com professora de la Facultat de Medicina de la Universitat de València (1982). També és membre del Consell Econòmic i Social de la Universitat Politècnica de València.
Militant del Partit Popular del País Valencià, ha estat escollida diputada per la província de València a les eleccions a les Corts Valencianes de 1999, 2003, 2007 i 2011. El 2000 fou nomenada Consellera Portaveu del Govern Valencià, i del 2004 al 2007 fou Consellera de Benestar Social de la Generalitat Valenciana.

## Corrupció
El 22 de juliol de 2013, anuncia que deixa la política i renuncia al seu escó com a diputada del grup popular a les Corts Valencianes. Hores després, és imputada pel Tribunal Superior de Justícia de la Comunitat Valenciana en la branca valenciana del cas Gürtel per la seua participació en la contractació irregular amb empreses de la trama Gürtel, quan estava al front de la Conselleria de Benestar Social.
El 16 de juliol de 2013, l'imputat Enrique Navarro, excap de gabinet i exsecretari autonòmic de Família i Solidaritat, declara que ella havia estat la responsable de la contractació amb empreses de la trama Gürtel.
El 24 de setembre de 2013 declara com a imputada davant el jutge instructor de la causa.